# Télévision numérique
La télévision numérique ou télédiffusion numérique est une évolution technologique visant à progressivement se substituer à la télévision analogique. Les signaux vidéo, audio et des services multimédias éventuellement associés d'une ou plusieurs chaînes de télévision sont échantillonnés, traités et combinés pour être retransmis sous forme de flux de données binaires, de type informatique. Cette numérisation permet à la fois de préserver une certaine qualité d'image et de sons, de regrouper une série de chaînes et services associés dans un seul multiplex et véhiculés sur une fréquence principale, là où une seule chaîne de télévision est diffusée au mode analogique.
En Europe, la norme exploitée pour la télévision numérique est DVB-T et DVB-T2 pour la diffusion hertzienne terrestre, DVB-S ou DVB-S2 pour la télédiffusion par satellite et DVB-C pour la télédistribution par câble. La télédistribution par liaison internet n'exploite pas de modulation mais directement le principe de diffusion de flux IP ou en anglais streaming. Dans ce cas, différentes formats et standards vidéo et audio peuvent être exploités dans le Transport Stream de chaque chaîne de télévision ou chaque service vidéo.

## Réception

### Télévision numérique par satellite
La Télévision numérique diffusée par satellite est la plus ancienne méthode permettant de retransmettre des chaînes de télévision, pour des motifs d'économies d'exploitation, d'évolutivité ainsi que de couverture géographiques. 

## Le passage à la télévision numérique

Passage de la télévision analogique à la télévision numérique dans le monde :
Transition terminée
Transition en cours
Transition non démarrée
Sans données

En France, la diffusion de la télévision analogique par voie terrestre cesse pour les trois quarts de la population le 30 novembre 2011. Le Conseil supérieur de l'audiovisuel a délibéré le 26 mai 2009 la décision relative à l’arrêt de la diffusion des services de télévision en mode analogique en Bretagne.
Au Canada, la télévision analogique s’arrête en septembre 2010.

## Normes
- Digital Video Broadcasting (DVB) : la  norme de télévision numérique édictée par le consortium européen DVB ;
- DVB-C : l'application de la norme DVB aux transmissions par câble ;
- DVB-T : l'application de la norme DVB aux transmissions terrestres hertziennes.